# Wilfried Colling
Wilfried Colling (ur. 12 grudnia 1959 w Aldenhoven) – zachodnioniemiecki zapaśnik walczący w stylu wolnym. Olimpijczyk z Seulu 1988, gdzie zajął dwudzieste miejsce w kategorii do 100 kg.
Piąty na mistrzostwach świata w 1986. Szósty na mistrzostwach Europy w 1986 roku.
Wicemistrz RFN w 1981, 1982, 1984, 1985 i 1986; trzeci w 1987 roku.